# Tolsona (Alaska)
Tolsona es un lugar designado por el censo ubicado en el Área censal de Valdez–Cordova en el estado estadounidense de Alaska. En el Censo de 2010 tenía una población de 30 habitantes y una densidad poblacional de 0,25 personas por km².

## Geografía
Tolsona se encuentra en las coordenadas 62°4′7″N 146°7′23″O / 62.06861, -146.12306. Según la Oficina del Censo de los Estados Unidos, Tolsona tiene una superficie total de 120.37 km², de la cual 117.29 km² corresponden a tierra firme y (2.56%) 3.08 km² es agua.

## Demografía
Según el censo de 2010, había 30 personas residiendo en Tolsona. La densidad de población era de 0,25 hab./km². De los 30 habitantes, Tolsona estaba compuesto por el 96.67% blancos, el 3.33% eran afroamericanos, el 0% eran amerindios, el 0% eran asiáticos, el 0% eran isleños del Pacífico, el 0% eran de otras razas y el 0% pertenecían a dos o más razas. Del total de la población el 0% eran hispanos o latinos de cualquier raza.